# Dječja pjesma Eurovizije 2021.
Dječja pjesma Eurovizije 2021. bio je devetnaesti po redu izbor za Dječju pjesmu Eurovizije. Prvi put u povijesti održalo se u Parizu u Francuskoj nakon što je godinu ranije Francuska pobijedila na natjecanju. Natjecanje se održalo u centru za glazbu i izvedbene umjetnosti La Seine Musicale u Parizu 19. prosinca 2021. godine.
Ukupno se natjecalo devetnaest zemalja, zemlje koje su se vratile na natjecanje su redom: Albanija, Armenija, Irska, Italija, Portugal i Sjeverna Makedonija nakon jedne godine, Azerbajdžan se vratio nakon dvije, a Bugarska nakon 4 godine pauze. Bjelorusija je prvi put propustila natjecanje zbog trogodišnje suspenzije od strane EBU-a
Pobjednik natjecanja je Armenija koju je predstavljala Maléna s pjesmom Qami Qami. Ovo je Armeniji druga pobjeda u povijesti, prvi put su pobijedili 2010. godine. Poljska, domaćin Francuska, Gruzija i Azerbajdžan zaokružuju top 5. Ovo je Azerbajdžanu najbolji plasman u njihovoj povijesti natjecanja. Također i Portugal je ostvario svoj najbolji plasman završivši na jedanaestom mjestu, dok je Nizozemskoj koja je završila posljednja ovo nagori plasman.

## Lokacija natjecanja
9. prosinca 2020. odlučeno je ako će se natjecanje održati u centru za glazbu i izvedbene umjetnosti La Seine Musicale u Parizu 19. prosinca 2021. godine, time će se natjecanje održati najkasnije u povijesti natjecanja, a posljednji put natjecanje u prosincu se održalo 2012. godine.

### Odabir grada domaćina
Za razliku od velike Eurovizije pobjeda na Dječjem Eurosongu, zemlja pobjednica ne dobiva odmah pravo na organizaciju domaćinstva dogodine, no od 2011. godine to pravilo u većini slučajeva više ne vrijedi (iznimka su natjecanje 2011. i 2018.)
9.prosinca 2020. odlučeno je ako će se natjecanje održati u Francuskoj nakon što je godinu ranije Francuska pobijedila na natjecanju. Francuska šefica delegacije Alexandra Redde-Amiel izjavila je da France Télévisions želi organizirati natjecanje. Iz španjolske radiotelevizije (RTE) također su izjavili da u slučaju pobjede Španjolske da bi htjeli organizirati natjecanje.
Tijekom press konferencije 20. svibnja 2021. godine potvrđeno je da će se natjecanje održati u Parizu, to će biti drugu godinu zaredom kako će se natjecanje održati u glavnom gradu.

## Produkcija

### Utjecaj pandemije uzrokovane COVID-19 virusom
24. kolovoza 2021. iz EBU-a su potvrdili da će zbog novonastale situacije razmotriti tri scenarija u kojima bi se natjecanje moglo održati.
Tri scenarija su sljedeća:
- Natjecanje će se održati kao što je bilo 2019 godine (Scenarij A)
- Natjecanje će se održati uz mjere socijalne distance. Pjesma Eurovizije 2021. se održala na ovakav način. (Scenarij B)
- Pružanje mogućnosti prikazivanja nastupa iz države iz koje dolazi natjecatelj u slučaju da delegacija ne može doći u Pariz. Ova opcija se odradila na nastupu Australije na velikoj Euroviziji 2021. (Scenarij C)

Scenarij D u kojem je regulacija da svi nastupaju iz svojih država najvjerojatnije će se odbaciti zbog uspješnog odrađenog Eurosonga u
Rotterdamu te zbog uspješnih akcija procijepljenosti stanovništva.

## Format

### Voditelji
Carla, Élodie Gossuin i Olivier Minne su najavljeni kao voditelji ovogodišnjeg natjecanja; Carla je sudjelovala na Dječjoj pjesmi Eurovizije 2019 godine kao predstavnica Francuske. Voditelji su najavljeni na press konferenciji 17.studenog 2021 godine.

### Vizualni dizajn
Slogan natjecanja, Imagine (hrv. Zamisli), predstavljen 20.svibnja 2021. tijekom konferencije prije Eurosonga 2021. Slogan je odabran kao referenca na prošlogodišnju pobjedničku pjesmu J'imagine (Zamisli) kao i način poticanja djece da budu kreativni i slijede svoje snove.
Službeni logo i tematska umjetnička djela za natječaj predstavljeni su 24. kolovoza 2021. Umjetnički rad inspiriran je trima temama: mašta, Božić i Eiffelov toranj.

## Zemlje sudionice
Na natjecanju su sudjelovale devetnaest zemalja, kako je najavljeno 2.rujna 2021. zemlje koje su se vratile na natjecanje su redom: Albanija, Armenija, Irska, Italija, Portugal i Sjeverna Makedonija nakon jedne godine, Azerbajdžan se vratio nakon dvije a Bugarska nakon 4 godine pauze. Bjelorusija su prvi put propustili natjecanje zbog trogodišnje suspenzije od strane EBU-a.
| #  | Zemlja              | Izvođač                            | Pjesma                                      | Jezik(ci)                      | Plasman | Broj bodova |
| -- | ------------------- | ---------------------------------- | ------------------------------------------- | ------------------------------ | ------- | ----------- |
| 1  | Njemačka            | Pauline                            | "Imagine Us"                                | njemački, engleski             | 17      | 61          |
| 2  | Gruzija             | Nikoloz Kajaia                     | "Let's Count The Smiles"                    | gruzijski, engleski, francuski | 4       | 163         |
| 3  | Poljska             | Sara James                         | "Somebody"                                  | poljski, engleski              | 2       | 218         |
| 4  | Malta               | Ike and Kaya                       | "My Home"                                   | engleski                       | 12      | 97          |
| 5  | Italija             | Elisabetta Lizza                   | "Specchio (Mirror on the Wall)"             | talijanski, engleski           | 10      | 107         |
| 6  | Bugarska            | Denislava and Martin               | "Voice of Love"                             | bugarski, engleski             | 16      | 77          |
| 7  | Rusija              | Tanya Mezhentseva                  | "Mon Ami"                                   | ruski, engleski                | 7       | 124         |
| 8  | Irska               | Maiú Levi Lawlor                   | "Saor (Disappear)"                          | irski                          | 18      | 44          |
| 9  | Armenija            | Maléna                             | "Qami Qami" (Քամի Քամի)                     | armenski, engleski             | 1       | 224         |
| 10 | Kazahstan           | Alinur Khamzin and Beknur Zhanibek | "Ertegı älemı (Fairy World)" (Ертегі әлемі) | kazahstanski, engleski         | 8       | 121         |
| 11 | Albanija            | Anna Gjebrea                       | "Stand By You"                              | albanski, engleski             | 14      | 84          |
| 12 | Ukrajina            | Olena Usenko                       | "Vazhil" (Важіль)                           | ukrajinski                     | 6       | 125         |
| 13 | Francuska           | Enzo                               | "Tic Tac"                                   | francuski                      | 3       | 187         |
| 14 | Azerbajdžan         | Sona Azizova                       | "One of Those Days"                         | azerbajdžanski, engleski       | 5       | 151         |
| 15 | Nizozemska          | Ayana                              | "Mata Sugu Aō Ne" (またすぐ会おうね)        | nizozemski, engleski           | 19      | 43          |
| 16 | Španjolska          | Levi Díaz                          | "Reír"                                      | španjolski                     | 15      | 77          |
| 17 | Srbija              | Jovana and Dunja                   | "Oči Deteta (Children's Eyes)" (Очи Детета) | srpski                         | 13      | 86          |
| 18 | Sjeverna Makedonija | Dajte Muzika                       | "Green Forces"                              | makedondski, engleski          | 8       | 114         |
| 19 | Portugal            | Simão Oliveira                     | "O Rapaz"                                   | portugalski                    | 11      | 101         |

## Ostale države
Kako bi imale pravo na sudjelovnje na Dječjoj pjesmi Eurovizije, zemlja sudionica mora biti članica EBU-a. Države ispod neće sudjelovati na ovogodišnjem natjecanju.

### Aktivne članice Europske radiodifuzne unije
Austrija
 Belgija
 Cipar
 Češka
 Danska
 Estonija
 Finska
 Grčka
 Hrvatska
 Island
 Izrael
 Latvija
 Litva
 Moldavija
 Norveška
 Rumunjska
 San Marino
 Škotska
 Slovačka
 Slovenija
 Švedska
 Švicarska
 Ujedinjeno Kraljevstvo
 Wales